# Banankaka

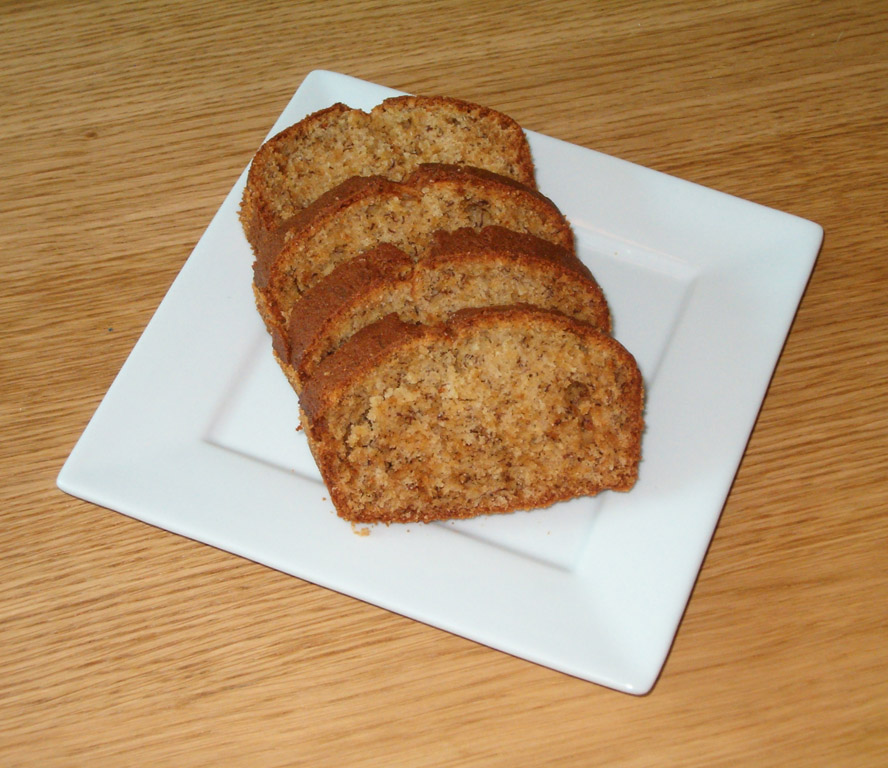
Banankaka.

Banankaka är en sockerkaka med bananer och pekannötter eller valnötter. Bananerna skall helst vara väl mogna och lite brunfläckiga.